# Oldehore
Oldehore (schweizertyska; tyska: Oldenhorn, franska: L'Oldenhorn eller Becca d'Audon) är en bergstopp i Schweiz. Den ligger i distriktet Aigle och kantonen Vaud, i den sydvästra delen av landet, 70 km söder om huvudstaden Bern. Toppen på Oldehore är 3 123 meter över havet. Oldehore ingår i bergsmassivet Les Diablerets.